# Otto Fraydt von Fraydenegg und Monzello
Otto Maria Freiherr Fraydt von Fraydenegg und Monzello (* 21. Juni 1851 in Graz; † 26. Juni 1939 auf Schloss Nechelheim (Sankt Lorenzen im Mürztal); bis 1903 Otto Ritter von Fraydenegg und Monzello) war ein österreichischer Verwaltungsbeamter und Politiker. Von 1897 bis 1903 amtierte er als Landespräsident in Kärnten; 1905 bis 1919 war er Abgeordneter zum Steiermärkischen Landtag. Zwischen 1932 und 1938 war er Präsident des Kuratoriums des Landesmuseums Joanneum in Graz.

## Leben
Fraydenegg studierte Rechtswissenschaften an der Universität Graz und trat anschließend in den Staatsdienst ein. 1878 nahm er als Oberleutnant am Bosnien-Feldzug teil. Nach einigen Stationen in den Landesverwaltungen von Steiermark und Wien sowie einer Tätigkeit als Leiter des Präsidialbüros im k.k. Ministerium des Inneren unter Minister Olivier Marquis de Bacquehem wurde er 1897 zum Landespräsidenten von Kärnten ernannt. Diese Funktion übte er aus, bis er 1903 unter gleichzeitiger Erhebung in den Freiherrnstand pensioniert wurde.
Von 1905 bis 1919 war er Abgeordneter zum Steiermärkischen Landtag, wo er dem Klub des Verfassungstreuen Großgrundbesitzes angehörte. Ab 1905 war Fraydenegg Mitglied des Kuratoriums des Landesmuseums Joanneum, dessen Präsident er später wurde; von 1907 bis zu seinem Tod war er Mitglied der Historischen Landeskommission für Steiermark. Er amtierte von 1906 bis 1919 als Präsident des Historischen Vereines für Steiermark.
Ab 1903 lebte er auf seinem Gut Nechelheim in Sankt Lorenzen im Mürztal.

## Auszeichnungen
- 1873: Ritterkreuz des Franz-Joseph-Ordens
- 1894: Ritterkreuz des Leopoldsordens
- 1935: Komturkreuz mit dem Stern des österreichischen Verdienstordens[1]